# Aeroportul Apataki
Aeroportul Apataki (IATA: APK, ICAO: NTGD) este un aeroport din Polinezia Franceză, Franța ce deservește zona Apataki⁠(d). Aeroportul a fost tranzitat în 2022 de 409 pasageri. A fost numit după zona deservită.
Situat la o altitudine de 3 m, aeroportul dispune de o singură pistă.